# Voyria clavata
Voyria clavata är en gentianaväxtart som beskrevs av Frederik Louis Splitgerber. Voyria clavata ingår i släktet Voyria och familjen gentianaväxter. Inga underarter finns listade i Catalogue of Life.